# George Stults
George Sheehy Stults (ur. 16 sierpnia 1975 w Detroit) – amerykański aktor, model i wrestler.

## Życiorys

### Wczesne lata
Urodził się w Detroit w Michigan jako syn Jenelle i Ronalda Stultsa. Dorastał w Kolorado z młodszym bratem Geoffreyem Mantonem (ur. 15 grudnia 1977). W szkole średniej uczęszczał do klasy dramatycznej i aktorskiej. Otrzymał stypendium Uniwersytetu Południowego Stanu Kolorado w Pueblo. Ukończył Whittier College. Miał zamiar przyłączyć się do marynarki wojennej jako oficer).

### Kariera
Został odkryty przez przedstawiciela reklam, kiedy jadł lunch na Sunset Boulevard. Rozpoczął pracę jako model. Pojawił się w teledysku „Spirit of a Boy, Wisdom of a Man” (1999) Randy’ego Travisa. Brał udział w reklamach telewizyjnych i reklamował perfumy Liz Claiborne „Bora Bora” (2002). Karierę filmową zapoczątkował gościnnym udziałem w sitcomach: Will & Grace (2001), Przyjaciele (2001) i Odlotowa małolata (Maybe It’s Me, 2002).
W serialu Siódme niebo zagrał policjanta Kevina Kinkirka (2002–2007), za którą w 2003 otrzymał nagrodę Teen Choice w kategorii przełomowa telewizyjna rola męska. Jego debiut filmowy to Przełęcz człowieka śniegu (2004). Zagrał również w telewizyjnym dramacie Cztery nadzwyczajne kobiety (2006) i dreszczowcu Nocne niebo (2007).

## Filmografia

### Filmy fabularne
- 2004: Przełęcz człowieka śniegu (Snowman's Pass) jako Tyler
- 2006: Cztery nadzwyczajne kobiety (Four Extraordinary Women, TV) jako John
- 2007: Nocne niebo (Night Skies) jako Matt
- 2010: American Bandits: Frank and Jesse James (wideo) jako Jesse James
- 2011: Klinika zbrodni (Borderline Murder, TV) jako Michael O’Hare

### Seriale TV
- 2001: Will & Grace jako Justin Zalen
- 2001: Przyjaciele (Friends) jako Fredrick
- 2002: Odlotowa małolata (Maybe It's Me)
- 2002-2007: Siódme niebo (7th Heaven) jako Kevin Kinkirk
- 2015: Melissa i Joey jako Doug
- 2016: Zoo jako Reece Barns